# Ruffano
Ruffano – miejscowość i gmina we Włoszech, w regionie Apulia, w prowincji Lecce.
Według danych na rok 2004 gminę zamieszkiwało 9465 osób, 249,1 os./km².